# Jean Sibelius
Johan (Jean) Julius Christian Sibelius (finlandssvenskt uttal: [ˈjɑːn siˈbeːliʉs, ˈʃɑːn -] ( lyssna)) född 8 december 1865 i Tavastehus, död 20 september 1957 i Träskända, var en finländsk tonsättare. Han är Finlands internationellt mest kända kompositör och hade en stor betydelse för landets nationella väckelse.

## Biografi
Jean Sibelius var son till Christian Gustaf Sibelius (1821–1868), stads- och militärläkare i Tavastehus, och Maria Charlotta Borg (1841–1897). Han hade två syskon, varibland Christian Sibelius. Efternamnet Sibelius kommer från Sibbe gård i Lappträsk i Östnyland. I familjen kallades Sibelius Janne. Efter faderns död 1868 flyttade Sibelius och hans mor till Sibelius mormor.
Hans modersmål var svenska, men han lärde sig också finska genom att han gick i finskspråkig skola. Han studerade komposition i Helsingfors, Berlin och Wien under perioden 1885–91. Hans mest kända verk bör vara tondikten Finlandia, Karelia-sviten och Valse triste, samtliga för orkester. Han komponerade sju symfonier och andra orkesterverk (bland annat en violinkonsert) och räknas i kraft av dessa som en av Nordens främsta tonsättare. De många romanserna bör också nämnas.
Sibelius var också aktiv som dirigent av sina egna verk. Några gånger gästade han orkesterföreningen i Göteborg, sedermera Göteborgs Symfoniker, där hans vän Wilhelm Stenhammar var dirigent. Han dirigerade även i Stockholm, bland annat uruppförandet av sin sjunde symfoni den 24 mars 1924.
Av hans symfonier har den första, den andra och den femte vunnit störst popularitet, antagligen mycket på grund av deras heroiska karaktär och romantiska tonspråk. Även om alla symfonierna är omisskännligt personliga brukar de två första sägas vara påverkade av Tjajkovskij. Den tredje symfonin blev ett steg mot ett mer avskalat och klassicistiskt påverkat tonspråk. 
Symfonierna nr 4–7 brukar skattas allra högst av musikkännare. Den fjärde, som ger ett inåtvänt, expressionistiskt och ganska kärvt intryck, började komponeras kort efter att Sibelius hade överlevt en cancertumör. Den femte symfonin har högromantiskt grandiosa drag, som dock balanseras av en relativt stor förekomst av dissonanser. Ett tema i dess finalsats är inspirerat av sjungande svanar, medan det triumferande slutet ofta tolkats som en spegling av Finlands frigörelse 1917.
Symfoni nr 6 är den minst ljudstarka. Här sparade Sibelius in mycket på bleckblåsinstrumentens kraft, och resultatet blev en luftig och avskalad klangbild. Verket tillägnades Wilhelm Stenhammar. Den sjunde symfonin är skriven i en sats och bar ursprungligen namnet Fantasia sinfonica innan den fick benämningen symfoni. Sibelius hade inte tänkt att detta skulle bli hans sista verk i symfonigenren, men dess karaktär gör det lätt att tolka den som en "upphöjd" slutsummering av Sibelius symfoniska alstring. 

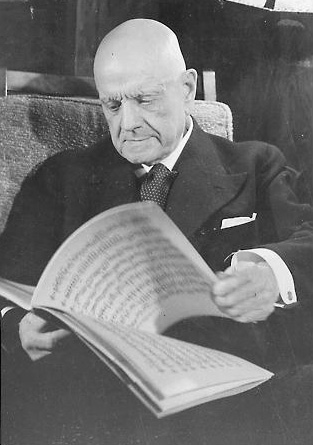
Sibelius.

Från slutet av 1920-talet till sin död 1957 offentliggjorde Sibelius enbart ett fåtal mindre verk, ofta bearbetningar av tidigare kompositioner. Snart efter fullbordandet av den sjunde symfonin påbörjade han arbetet med den åttonde, men kompositionsarbetet drog ut på tiden. Han var vid denna tid en symfoniker med världsrykte, och han hade lovat bort rätten att uruppföra sin nya symfoni till den berömde dirigenten Sergej Kusevitskij, verksam i Boston. Flera gånger sköt Sibelius upp leveransen av partituret till den nya symfonin; utsikten att den skulle presenteras för världen av en annan dirigent än han själv tycks ha väckt olust och nervositet. Vid uruppförandena av alla sina tidigare större orkesterverk hade han själv dirigerat, enda undantaget var Tapiola. Sibelius självkritik och oro stegrades inför varje nytt uruppförande under 1920-talet, och den kan ha förvärrats av alkoholproblem och av att yngre tonsättare på kontinenten nu ansåg honom för en passerad romantiker, samtidigt som han aldrig fick tillfälle att möta den entusiasm hans musik nu väckte i England och USA.
I maj 1930 gjordes en grammofoninspelning av Sibelius 1 och 2 symfoni med London Symphony Orchestra. Inspelningen utfördes av brittiska EMI-Columbia med finansiellt understöd av finska staten. Kompositören insisterade på att finländaren Robert Kajanus skulle dirigera. Kajanus dirigerade också symfoni 3 och 5 som spelades in 1932. Inspelningarna var av god kvalitet och gjorde att Sibelius symfonier fick en bredare spridning än som annars hade varit fallet.
Sensommaren 1933 skickade han första satsen av sin åttonde symfoni till sin notkopist Paul Voigt i Helsingfors för att få den renskriven, och Sibelius tackbrev och anteckningar från denna tid antyder att han var på god väg med de andra satserna. Men tanken på sin första större premiär på flera år, och den granskning det skulle innebära, fyllde honom med oro, trots att han hade stort förtroende för Sergej Kusevitskijs förmåga som dirigent, och till slut tycks han ha gett upp hoppet om att kunna leva upp till förväntningarna, även om han aldrig erkände detta. Något decennium senare brände Sibelius upp en mängd skisser och opublicerade verk och bland dem troligen symfonin, i vilket skick den än kan ha befunnit sig.
Jean Sibelius blev ledamot av Kungliga Musikaliska Akademien 1906 och kommendör 1:a klass av kungliga Vasaorden 1923.
Sibeliusmuseum i Åbo fick med kompositörens medgivande sitt namn i slutet av 1940-talet. Museets Sibelius-samling fick sin början då en donation av Sibelius vän, friherre Axel Carpelan, införlivades med museets samlingar.
Sibeliusmonumentet i Helsingfors invigdes 1967 till minne av kompositören. Konsert- och kongressbyggnaden Sibeliushuset i Lahtis stod klar år 2000. Även Sibelius-Akademin, senare en del av Konstuniversitetet har fått sitt namn efter Sibelius.

## Familj
Jean Sibelius studiekamrat Armas Järnefelt presenterade honom för sin syster Aino Järnefelt 1889. De gifte sig 1892 i Tottesunds herrgård i Maxmo i Österbotten. Paret fick sex döttrar: Eva Paloheimo, Ruth Snellman, Kirsti Sibelius, Katarina Ilves, Margareta Jalas och Heidi Blomstedt. Jean och Aino Sibelius bosatte sig 1904 i det av dem uppförda Ainola söder om Träskända, som också var den plats där Jean Sibelius komponerade. Paret ingick i Konstnärskolonin vid Tusby träsk tillsammans med bland andra Ainos bror Eero Järnefelt, Juhani Aho och Venny Soldan-Brofeldt. Aino Sibelius bodde efter Jean Sibelius död 1957 kvar på Ainola till sin död 1969, varefter huset köptes av finländska staten och blev ett museum.
Jean och Aino Sibelius är gravsatta i Ainolas trädgård.

## Eftermäle
Asteroiden 1405 Sibelius är uppkallad efter honom.

## Verk i urval

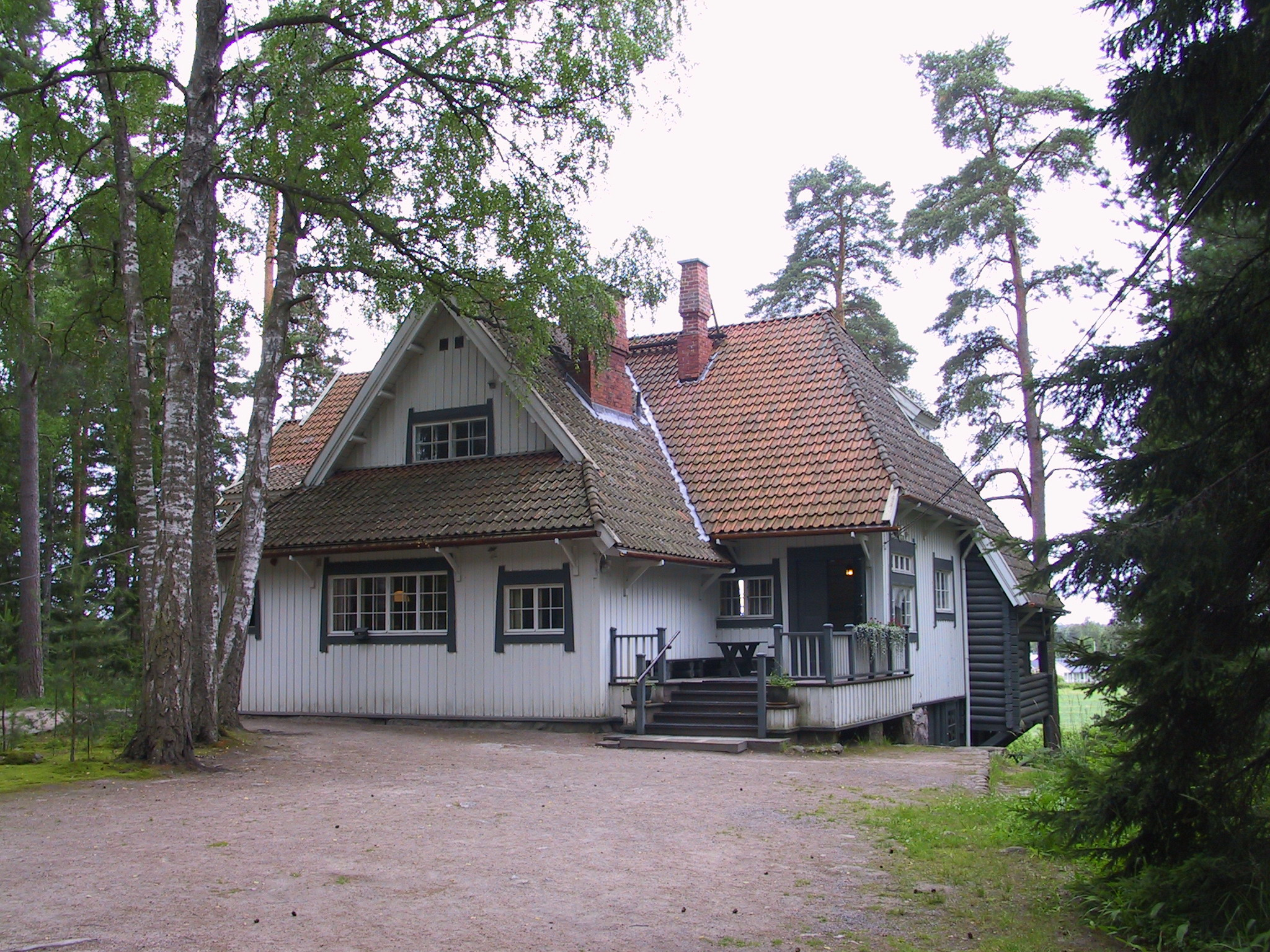
Ainola, uppkallad efter hustrun Aino Järnefelt.

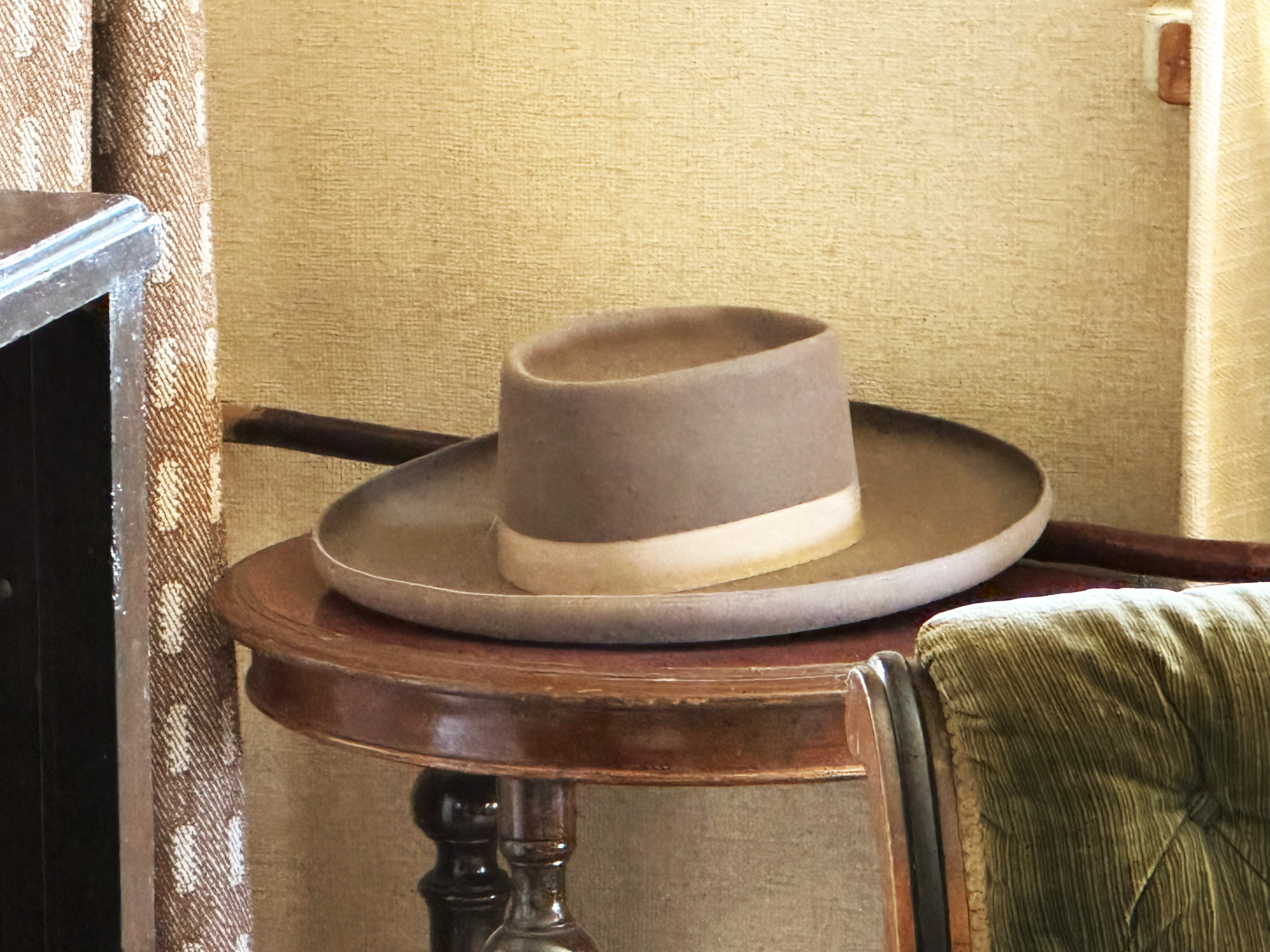
Jean Sibelius hatt och käpp på ett bord i hans arbetsrum i Ainola.

### Orkesterverk
- Kullervo, symfoni för sopran- och barytonsolister, manskör och orkester, opus 7, cirka 75 min (1892)
- En saga, tondikt, opus 9, cirka 18 min (1892/1902)
- Karelia-svit, opus 11, cirka 15 min (1893/94)
- Lemminkäinen-svit (Fyra legender ur Kalevala, däribland Tuonelas svan), opus 22, cirka 45 min (1896/97)
- Finlandia, tondikt, opus 26, cirka 8 min (1899/1900)
- Symfoni nr 1 i e-moll, opus 39, cirka 36 min (1899/1900)
- Symfoni nr 2 i D-dur, opus 43, cirka 45 min (1902/03), tillägnad Axel Carpelan
- Valse triste, opus 44:1, cirka 5 min (1903/04)
- Violinkonsert i d-moll, opus 47, cirka 33 min (1904/05)
- Pohjolas dotter, symfonisk fantasi, opus 49, cirka 12 min (1906)
- Pelléas och Mélisande, opus 46, cirka 30 min (1905) (Skådespelsmusik till dramat med samma namn av Maurice Maeterlinck)
- Symfoni nr 3 i C-dur, opus 52, cirka 30 min (1907)
- Nattlig ritt och soluppgång, symfonisk fantasi, opus 55, cirka 15 min (1908)
- Symfoni nr 4 i a-moll, opus 63, cirka 35 min (1911)
- Symfoni nr 5 i Ess-dur, opus 82, cirka 32 min (1915/16/19)
- Symfoni nr 6 (i d-moll), opus 104, cirka 27 min (1923)
- Symfoni nr 7 (utan pauser eller skarpa gränser mellan satserna) i C-dur, opus 105, cirka 21 min (1924)
- Tapiola, tondikt, opus 112, cirka 18 min (1926)
- Andante festivo för stråkorkester, cirka 5 min (komponerat för stråkkvartett 1922, arrangerat för stråkorkester 1938)
- Stormen (opus 109) musik för pjäsen Stormen

### Kammarmusik
- Fuga för Martin W[egelius] för stråkkvartett (1889)
- Stråkkvartett i a-moll (1889)
- Svit (även Trio) i A-dur för violin, viola och cello (1889). Violinstämman till sats 4 och 5 har försvunnit.
- Sonat i F-dur för violin och piano (1889)
- Tempo di valse (fiss-moll, Lulu-valsen) för cello och piano (1889)
- Stråkkvartett i B-dur, opus 4 (1890)
- Adagio (d-moll) för stråkkvartett (1890)
- Pianokvintett i g-moll (1890)
- Pianokvartett i c-moll (även i C-dur) (1891)
- Duo för violin och viola (1891–92)
- Pianosonat i F-dur, opus 12 (1893)
- Rondo för viola och piano (1893)
- Malinconia, opus 20 för cello och piano (1900)
- Ödlan för soloviolin och stråkkvintett, opus 8 (1909)
- Stråkkvartett i d-moll (Voces intimae), opus 56, cirka 29 min (1909)
- Cantique (Laetare anima mea) för violin eller cello och piano, opus 77:1 (1915), arrangemang av verket för violin eller cello och orkester från 1914.
- Devotion (Ab imo pectore) för violin eller cello och piano, opus 77:2. (1915), arrangemang av verket för violin eller cello och orkester från samma år.
- Fyra stycken för violin (eller cello) och piano, opus 78 (1915–17)
- Sex stycken för violin och piano, opus 79 (1915–17)
- Sonatin i E-dur för violin och piano, opus 80 (1915)
- Fem stycken för violin och piano, opus 81 (1915–18)
- Novellette för violin och piano, opus 102 (1922)
- Cinq danses champêtres för violin och piano, opus 106 (1924)
- Scène d’amour för violin och piano, opus 71 (1925). Arrangemang av Scaramouche-pantomimmusiken från 1913.
- Fyra stycken för violin och piano, opus 115 (1929)

1. Auf der Heide (På heden)
2. Ballade
3. Humoresque
4. Die Glocken (Klockorna)

- Tre stycken för violin och piano, opus 116 (1929)

### Pianomusik
- Tema och variationer i D-dur (1886)
- Au crépuscule (1887)
- A Betsy Lerche (1889)
- Sex impromptun, opus 5 (1890–93)
- Sonat i F-dur, opus 12 (1893)
- Tio pianostycken, opus 24 (1895–1903)
- Marche triste (1899)
- Finlandia för piano, opus 26 (1900)
- Kavaljeren (1900)
- Arrangemang av sex finska folkvisor för piano (1903)
- Kyllikki, tre lyriska stycken, opus 41 (1904)
- Pelléas och Mélisande, svit för piano, opus 46 (arrangemang av orkestersviten utan nr 2a) (1905)
- Belsazars gästabud, svit för piano, opus 51 (arrangemang av orkestersviten) (1907)
- Pan och Echo för piano, opus 53a (arrangemang av orkesterverket) (1907)
- 10 stycken, opus 58 (1909)
- Tre sonatiner, opus 67. Två rondinon (1912)
- Två rondino, opus 68 (1912)
- Pensées lyriques, opus 40 (1912–16)
- Bagatelles, opus 34 (1913–16)
- Fyra lyriska stycken, opus 74 (1914)
- Cinq morceaux, opus 75 (1914–19)
- Sex stycken, opus 94 (1914–19)
- Treize morceaux, opus 76 (1911–19)
- Cinq morceaux, opus 85 (1916–17)
- Sex bagateller, opus 97 (1920)
- Huit petits morceaux, opus 99 (1922)
- Suite caractéristique för piano, opus 100 (arrangemang av verket för harpa och stråkar (1922)
- Five Romantic Compositions, opus 101 (1924)
- Five Characteristic Impressions, opus 103 (1924)
- Five Esquisses, opus 114 (1929)
- Rakkaalle Ainolle (För kära Aino) för piano fyrhändigt (1931)

### Solosånger
- En visa, text av Baeckman (1888)
- Serenad, text av Johan Ludvig Runeberg (1888)
- Orgier, text av Lars Stenbäck (1888–89)
- Skogsrået, text av Viktor Rydberg (1888–89)
- Hjärtats morgon, opus 13:3, text av Johan Ludvig Runeberg (1890)
- Likhet, text av Johan Ludvig Runeberg (1890)
- Sju solosånger med text av Johan Ludvig Runeberg, opus 13 (1891–92)

1. Under strandens granar (1892)
2. Kyssens hopp (1892)
3. Hjärtats morgon (1891)
4. Våren flyktar hastigt (1891)
5. Drömmen (1891)
6. Till Frigga (1892)
7. Jägargossen (1891)

- Sju solosånger, opus 17 (1891–1904)

1. Se’n har jag ej frågat mera, text av Johan Ludvig Runeberg (1891–92)
2. Sov in!, text av Karl August Tavaststjerna (1891–92)
3. Fågellek, text av Karl August Tavaststjerna (1891)
4. Vilse, text av Karl August Tavaststjerna (1898/1902)
5. En slända, text av Oscar Levertin (1904)
6. Illalle, text av Aukusti Valdemar Forsman (= Koskimies) (1898)

- Fem julsånger, opus 1 (1897–1913)

1. Nu står jul vid snöig port, text av Zacharias Topelius (1913)
2. Nu så kommer julen, text av Zacharias Topelius (1913)
3. Det mörknar ute, text av Zacharias Topelius (1897)
4. Julvisa: Giv mig ej glans, ej guld, ej prakt, text av Zacharias Topelius (1909)
5. On hanget korkeat, nietokset, text av Wilkku Joukahainen (1901)

- Sången om korsspindeln, nr 4 ur Kung Kristian II, opus 27:4, pianoarrangemang med sångtext (1898)
- Segelfahrt, text av Johannes Öhquist (1899)
- Souda, souda sinisorsa, text av Aukusti Valdemar Forsman (= Koskimies) (1899)
- Sex sånger, opus 36 (1899–1900)

1. Svarta rosor, text av Ernst Josephson (1899)
2. Men min fågel märks dock icke, text av Johan Ludvig Runeberg (1899)
3. Bollspelet vid Trianon, text av Gustaf Fröding (1899)
4. Säv, säv, susa, text av Gustaf Fröding (1900)
5. Marssnön, text av Josef Julius Wecksell (1900)
6. Demanten på marssnön, text av Josef Julius Wecksell (1900)

- Fem sånger, opus 37 (1900–02)

1. Den första kyssen, text av Johan Ludvig Runeberg (1900)
2. Lasse liten, text av Zacharias Topelius (1902)
3. Soluppgång, text av Tor Hedberg (1902)
4. Var det en dröm, text av Josef Julius Wecksell (1902)
5. Flickan kom ifrån sin älsklings möte, text av Johan Ludvig Runeberg (1901)
6. Lastu lainehilla, text av Ilmari Calamnius (1902)

- Fem sånger, opus 38 (1903–04)

1. Höstkväll, text av Viktor Rydberg (1903)
2. På verandan vid havet, text av Viktor Rydberg (1903)
3. I natten, text av Viktor Rydberg (1903)
4. Harpolekaren och hans son, text av Viktor Rydberg (1904)
5. Jag ville, jag vore i Indialand, text av Gustaf Fröding (1904)

- Les trois sœurs aveugles för sångröst och piano, opus 46, arrangemang av nr 4 i musiken för Pelléas och Mélisande (1905)
- Sex sånger, opus 50 (1906)

1. Lenzgesang (Vårsång), text av A. Fitger
2. Sehnsucht (Längtan), text av Emil Rudolf Weiss
3. Im Feld ein Mädchen singt, text av Margarete Susman
4. Aus banger Brust, text av Richard Dehmel
5. Die stille Stadt, text av Richard Dehmel
6. Rosenlied, text av Anna Ritter

- Erloschen, text av Georg-Busse Palma (1906)
- Två sånger, opus 35 (1907–08)

1. Jubal, text av Ernst Josephson
2. Teodora, text av Bertel Gripenberg

- Sex sånger, opus 72 (1907–15)

1. Vi ses igen, text av Viktor Rydberg (1914). Försvunnen
2. Orions bälte, text av Zacharias Topelius (1914). Försvunnen
3. Kyssen, text av Johan Ludvig Runeberg (1915)
4. Kaiutar, text av Larin-Kyösti (1915)
5. Der Wanderer und der Bach (Vandraren och bäcken), text av Martin Gref (1915)
6. Hundra vägar, text av Johan Ludvig Runeberg (1907)

- Åtta sånger till texter av Ernst Josephson, opus 57 (1909)

1. Älven och snigeln
2. En blomma stod vid vägen
3. Kvarnhjulet
4. Maj
5. Jag är ett träd (Namnet var till en början Det kala trädet)
6. Hertig Magnus
7. Vänskapens blomma
8. Näcken

- Två sånger till ackompanjemang av gitarr eller piano till William Shakespeares skådespel Trettondagsafton (The Twelfth Night), opus 60. Svensk översättning Carl August Hagberg. (1909)

1. Kom nu hit, död
2. Hållilå, uti storm och i regn

- Hymn to Thaïs, the Unforgettable, text av Arthur H. Borgström (1909)
- Vänskapens blomma, text av Ernst Josephson; annan komposition än opus 57:7 (1909)
- Åtta sånger, opus 61 (1910)

1. Långsamt som kvällskyn, text av Karl August Tavaststjerna
2. Vattenplask, text av Viktor Rydberg
3. När jag drömmer, text av Karl August Tavaststjerna
4. Romeo, text av Karl August Tavaststjerna
5. Romans, text av Karl August Tavaststjerna
6. Dolce far niente, text av Karl August Tavaststjerna
7. Fåfäng önskan, text av Johan Ludvig Runeberg
8. Vårtagen, text av Bertel Gripenberg

- Luonnotar, opus 70, arrangemang av tondikten för sångröst och piano (1915)
- Arioso, opus 3, arrangemang för sångstämma och piano (1911)
- Sex sånger, opus 86 (1916–17)

1. Vårförnimmelser, text av Karl August Tavaststjerna (1916)
2. Längtan heter min arvedel, text av Erik Axel Karlfeldt (1916)
3. Dold förening, text av Carl Snoilsky (1916)
4. Och finns det en tanke, text av Karl August Tavaststjerna (1916)
5. Sångarlön, text av Carl Snoilsky (1916)
6. I systrar, I bröder, I älskande par!, text av Mikael Lybeck (1917)

- Sex sånger, opus 88 (1917)

1. Blåsippan, text av Frans Michael Franzén
2. De bägge rosorna, text av Frans Michael Franzén
3. Vitsippan, text av Frans Michael Franzén
4. Sippan, text av Johan Ludvig Runeberg
5. Törnet, text av Johan Ludvig Runeberg
6. Blommans öde, text av Johan Ludvig Runeberg

- Sex sånger till texter av Johan Ludvig Runeberg, opus 90 (1917)

1. Norden
2. Hennes budskap
3. Morgonen
4. Fågelfängaren
5. Sommarnatten
6. Vem styrde hit din väg?

- Mummon syntymäpäivänä, text av okänd (1919)
- Små flickorna, text av Hjalmar Procopé (1920)
- Narciss, text av Bertel Gripenberg (1925)
- Siltavahti för sångröst och piano, arrangemang av sång för manskör (1928)

### Körverk
- Tanke, se hur fågeln svingar, för blandad kör, text av Johan Ludvig Runeberg. Komponerad 1888.
- Upp genom luften, för blandad kör och piano, text av P.D.A. Atterbom. Komponerad 1888.
- Ensam i dunkla skogarnas famn, för blandad kör, text av Emil von Quanten. Komponerad 1888.
- Hur blekt är allt, för blandad kör, text av Johan Ludvig Runeberg. Komponerad 1888.
- När sig våren åter föder, för blandad kör, text av Johan Ludvig Runeberg. Komponerad 1888.
- Ack, hör du fröken Gyllenborg, folkvisearrangemang för blandad kör. Komponerad 1888-89.
- Vi kysser du fader min fästmö här?, för damkör och piano, text av Johan Ludvig Runeberg, Komponerad 1889-90.
- Venematka 1893  (Se även opus 18).
- Työkansan marssi, för blandad kör, text av J.H. Erkko. Komponerad 1893.
- Soitapas sorea neito, för tenor och blandad kör; text från Kanteletar. Komponerad 1893-94.
- Rakastava, sarja, för manskör.

1. Miss' on kussa minun hyväni
2. Eilaa, eilaa
3. Hyvää iltaa lintuseni
4. Käsi kaulaan, lintuseni. Text från Kanteletar. Komponerad 1894. Arrangemang för manskör och stråkorkester, arrangemang för blandad kör, 1898.

- Laulun mahti, för manskör; arrangemang av en ballad av Jãzeps Vïtols. Komponerad 1895.
- Op. 21 Hymn (Natus in curas) för manskör; text av Fridolf Gustafsson. Komponerad 1896.
- Työkansan marssi, för blandad kör, text av J.H. Erkko. Komponerad 1897. Arrangemang för barnkör 1913(?).
- Op. 23 Sånger för blandad kör från Promotionsmusiken 1897. Arrangerad 1898.

1. Me nuoriso Suomen
2. Tuuli tuudittele
3. Oi toivo, toivo sä lietomieli
4. Montapa elon merellä
5. Sammuva sainio maan
6. a Soi kiitokseksi Luojan, 6b Tuule, tuuli, leppeämmin
7. Oi lempi, sun valtas ääretön on
8. Kuin virta vuolas
9. Oi kallis Suomi, äiti verraton

- Två arrangemang av italienska sånger: Oh! Caroli och Trippole, Trappole för blandad kör och instrument. Komponerad 1897-98
- Kuutamolla, för manskör. Komponerad 1898.
- Carminalia, arrangemang av tre latinska sånger för barnkör och  piano eller harmonium. Komponerad 1898

1. Ecce novum gaudium
2. Angelus emittitur
3. In stadio laboris

- Op. 18 Sex sånger för manskör

1. Sortunut ääni, text från Kanteletar. Komponerad 1898. Arrangemang för blandad kör 1898.
2. Terve kuu, text från Kalevala. Komponerad 1901.
3. Venematka, text från Kalevala. Komponerad 1893. Arrangemang för blandad kör 1914.
4. Saarella palaa, text från Kanteletar. Komponerad 1895. Arrangemang för blandad kör 1898.
5. Metsämiehen laulu, text av Aleksis Kivi. Komponerad 1899.
6. Sydämeni laulu, text av Aleksis Kivi. Komponerad 1898. Arrangemang för blandad kör 1904.

- Min rastas raataa, för blandad kör, text från Kanteletar. Komponerad 1898.
- Isänmaalle för blandad kör, text av Paavo Cajander. Komponerad 1900. Arrangemang för manskör 1908.
- Kotikaipaus, för damkör, text av Walter von Konow. Komponerad 1902.
- Till Thérèse Hahl, för blandad kör, text av Nils Wasastjerna. Komponerad 1902.
- Veljeni vierailla mailla, för manskör, text av Juhani Aho. Komponerad 1904.
- Ej med klagan, för blandad kör, text av Johan Ludvig Runeberg. Komponerad 1905.
- Kansakoululaisten marssi, för barnkör, text av 'Onnen Pekka' (pseudonym) Komponerad 1910.
- Cantata (Härliga gåvor), för damkör; text av Walter von Konow. Komponerad 1911.
- Op. 65a Män från slätten och havet, för blandad kör, text av Ernst V. Knape. Komponerad 1911.
- Op. 65b Klockmelodin i Berghälls kyrka. Arrangemang för blandad kör av klockmelodin i Berghälls kyrka 1912. Text av Julius Engström; även med finsk text: Päättyy työ, joutuu yö (Heikki Klemetti). Pianoarrangemang (Klockmelodin i Berghälls kyrka) 1912.
- Uusmaalaisten laulu (Sång för folket i Nyland) för manskör eller blandad kör, text av Kaarlo Terhi. Komponerad 1912.
- Three Songs för American Schools

1. Autumn Song; text av Richard Dixon;
2. The Sun Upon the Lake Is Low; text av Walter Scott;
3. A Cavalry Catch; text av Fiona McLeod. För kör och piano. Komponerad 1913.

- Op. 84 Fem sånger för manskör

1. Herr Lager och Skön fager, text av Gustav Fröding. Komponerad 1914.
2. På berget, text av Bertel Gripenberg. Komponerad 1915.
3. Ett drömackord, text av Gustav Fröding. Komponerad 1915.
4. Evige Eros, text av Bertel Gripenberg. Valmistui 1915.
5. Till havs, text av Jonathan Reuter. Komponerad 1917.

- Drömmarna, för blandad kör, text av Jonatan Reuter. Komponerad 1917.
- Fridolins dårskap, för manskör, text av Erik Axel Karlfeldt. Komponerad 1917.
- Jone havsfärd, för manskör; text av Erik Axel Karlfeldt. Komponerad 1918.
- Brusande rusar en våg, för manskör, text av Gösta Schybergson. Komponerad 1918.

Ute hörs stormen, för manskör; text av Gösta Schybergson. Komponerad 1918.
- Op. 91b Partiolaisten marssi för piano, text av Jalmari Finne. Komponerad 1918. Arrangemang för blandad kör och orkester 1918, arrangemang för blandad kör and piano 1921, arrangemang för två damröster och piano (The World Song of Girl Guides and Girl Scouts) 1951-52.
- Likhet, för manskör; text av Johan Ludvig Runeberg. Komponerad 1922.
- Three liturgical works

1. För Palmsöndagen; liturg och orgel.
2. För Alla helgons dag eller begravning, liturg, kör och orgel.
3. För kristen ungdom, liturg, församling (kör) och orgel. Text ur Bibeln. Komponerad 1925.

- Koulutie, för blandad kör, text av Veikko Antero Koskenniemi. Komponerad 1924.
- Skolsång, för blandad kör, text av Nino Runeberg. Komponerad 1925.
- Skyddskårsmarsch, för manskör, piano ad lib., text av Nino Runeberg. Komponerad 1925.
- Op. 108 Två sånger för manskör

1. Humoreski, text av Larin Kyösti. Komponerad 1925.
2. Ne pitkän matkan kulkijat, text av Larin Kyösti. Komponerad 1925.

- Den höga himlen, för blandad kör eller orgek. Komponerad 1927, baserad på hans Frimurarmusik op. 113 sats 11 (Suur’ olet Herra), text av Jacob Tegengren.
- Siltavahti, för manskör; text av Wäinö Sola. Komponerad 1928. Arrangemang för soloröst (med piano) 1928.
- Jouluna, för blandad kör, text av August Verner Jaakkola (annan text av Väinö Ilmari Forsman: Nyt seimelle pienoisen lapsen). Komponerad 1929.
- Viipurin lauluveikkojen kunniamarssi, två olika tonsättningar, båda för manskör; text av Eero Eerola. Den första 1920, den andra till samma text 1929.
- Karjalan osa, för unisona mansröster och piano, text av A. Nurminen. Komponerad 1930.